# Station Champigneulles
Station Champigneulles is een spoorwegstation in de Franse gemeente Champigneulles.